# Битва за Тайэрчжуан
Битва за Тайэрчжуан (кит. трад. 臺兒莊會戰, упр. 台儿庄会战, пиньинь Tái'érzhūang Huìzhàn, палл. Тайэрчжуан Хуэйчжуань) — одно из сражений японо-китайской войны (1937—1945), шедшее 24 марта — 7 апреля 1938 года между армиями Китая и Японии. Часть битвы при Сюйчжоу.

## Военно-стратегическая ситуация
Тайэрчжуан расположен на восточном берегу Великого китайского канала и являлся в то время передовым постом китайских войск к северо-востоку от Сюйчжоу. Сюйчжоу располагается на пересечении Тяньцзинь-Пукоуской железной дороги, идущей с севера на юг, и Ланьчжоу-Ляньюньганской железной дороги, идущей с запада на восток. В нём находился штаб 5-го военного района НРА. К Тайэрчжуану вела от Линьчэна местная железная дорога.
В 1938 году командующие японскими войсками в Китае, проигнорировав распоряжения политиков из Токио, пытавшихся перевести «китайский инцидент» в политическое русло, продолжили наступление с севера и юга вдоль Тяньцзинь-Пукоуской железной дороги. Они планировали установить связь между группировками японских войск в северном и центральном Китае, разгромить отходящие китайские войска, после чего взять Ухань, куда к тому времени перебралось правительство Китайской республики. В это время японские войска имели качественное превосходство над китайскими, поэтому японское командование считало достаточным для решения этой задачи выделения лишь часть имеющихся сил.
Наступавшая с юга 13-я дивизия японской армии неожиданно наткнулась на упорное сопротивление китайских войск генералов Вэй Юньсуна и Юй Сюэчжуна. После того как китайская сторона получила подкрепления генерала Ляо Лэя, японская 13-я дивизия была отброшена на южный берег реки Хуайхэ.
Наступавшая с северо-востока японская 5-я дивизия под Линьи наткнулась на оборону войск Пан Бинсюня и Чжан Чжичжуна. Несмотря на плохую подготовку и снабжение, китайские войска сумели нанести наступавшим японцам столь высокие потери, что заставили их отступить. Несмотря на то что после перегруппировки Сэйсиро Итагаки продолжил наступление, элемент внезапности был утрачен.
Третьей японской дивизией, наступавшей на Сюйчжоу, была 10-я дивизия Рэнсукэ Исогаи. Начав движение из провинции Хэбэй, она пересекла Хуанхэ и стала продвигаться на юг вдоль Тяньцзинь-Пукоуской железной дороги. Из-за предательского поведения китайского генерала Хань Фуцзюя она без сопротивления заняла Чжоуцунь и Цзинань и лишь под Тайанем столкнулась с войсками Сунь Тунсюаня и Сунь Чжэня. Преодолевая сопротивление по рубежам плохо вооружённых китайских войск, к середине марта 10-я дивизия достигла Исюаня.
К этому времени в регион прибыли войска Сунь Ляньчжуна и Тан Эньбо. Тайэрчжуан был выбран 3-й группой армий под командованием генерала Сунь Ляньчжуна в качестве следующего центра сопротивления, поскольку он также был стратегическим перекрестком, через который, помимо главной дороги и железнодорожной линии, также проходил Великий китайский канал. Элитная группировка Тан Эньбо оставалась в резерве.

### Императорская армия Японии
- Центрально-Китайская экспедиционная армия (Сюнроку Хата)
  - 13-я дивизия (Огаи)
- Северо-Китайский фронт (Хисаити Тэраути)
  - 5-я дивизия (Сэйсиро Итагаки)
  - 10-я дивизия (Рэнсукэ Исогаи)
  - Пехота 21-й бригады:генерал-майор Сакамото (отряд Сакамото）
  - Пехота 21-йдивизии
  - 42-я бригада пехоты.
  - Полевая артиллерия 5-йдивизии
    - Горная артиллерия, эскадра.
      - 9-я пехотная бригада.

    - 10-я дивизия полк
      - 33-я пехотная бригада:генерал-майор Сэйя 
        - Пехота 10-й дивизии:чичай яцзы (отряд из ижоу）
        - 63-й пехотный отряд:полковник фу Ронг чжэньпин

      - Пехотный полк 8-й бригады
      - Отдельный пулемет 10-й бригады
      - 10-я эскадрилья отдельной легкой бронетехники
      - 12-я эскадрилья отдельной легкой бронетехники
      - Полевая артиллерия 10-йдивизии:Танигути харуджи
      - Временная полевая артиллерийская эскадрилья (90 полевых орудий）
      - Временная горно-артиллерийская эскадрилья
      - Полевая тяжелая артиллерия 2-й дивизии
      - 3-я бригада японского артиллерийского соединения в Китае
      - 10-я бригада саперов

Не включает полевой госпиталь, команду снабжения, команду связи

### Народно-революционная армия Китайской республики
- 5-й военный района НРА (командующий — Ли Цзунжэнь, начальник штаба — Ли Пинсянь)
  - 2-я армейская группа (Сунь Ляньчжун)
    - 30-я армия (Тянь Чжэньнань)
      - 30-я дивизия (Чэнь Цзиньшао)
      - 31-я дивизия (Чи Фэнчэн)

    - 42-я армия (Фэн Аньбан)
      - 27-я дивизия (Хуан Цяосун)
      - Отдельная 44-я бригада (У Пэнцзюй)

  - 20-я армейская группа (Тан Эньбо)
    - 13-я армия (Тан Эньбо)
      - 110-я дивизия (Чжан Цзянь)

    - 52-я армия (Гуань Линьчжэн)
      - 2-я дивизия (Чжэн Дунго)
      - 25-я дивизия (Чжан Яомин)

    - 75-я армия (Чжоу Янь)
      - 6-я дивизия (Чжан Ин)
      - 139-я дивизия (Хуан Гуанхуа)

    - 85-я армия (Ван Чжунлянь)
      - 4-я дивизия (Чэнь Дацин)
      - 89-я дивизия (Чжан Сюэчжун)
      - Артиллерия 4-го полка Конг Цин Гуй
      - Артиллерия 7-го полка
      - Артиллерийская рота 10-го полка
      - 333-я бригада 57-й армии
      - Кавалерийский полк 13-й армии
      - Кавалерия 9-й дивизии 
        - 87-я армия.

## Ход боёв за Тайэрчжуан
Посёлок Тайэрчжуан находится в южной части Шаньдуна, недалеко от границы с Цзянсу и в то время был окружён стеной, протяженностью 1,2 км. Великий канал проходил вдоль южной границы Тайэрчжуана, сразу за его южными воротами. В военное время посёлок служил северными воротами в Сюйчжоу и был местом, которое японцы должны были пройти, если они хотели продолжить продвижение на юг.
22 марта к Тайэрчжуану прибыла китайская 31-я дивизия, чтобы организовать его оборону. Чи Фэнчэн, командир дивизии, расположил свой 184-й полк (во главе с Ван Чжэнем) внутри самого посёлка, 182-й полк развернул на запад, на северную железнодорожную станцию, в то время как 183-й и 181-й полки должны были оборонять западные и южные предместья. Дивизионный командный пункт был на южном железнодорожном вокзале, расположенном на южном берегу канала.
Подошедшие японские войска 23 марта начали артподготовку, и 24 марта Исогаи, не дожидаясь прибытия других японских частей, при поддержке танков перешёл в наступление, рассчитывая взять Тайэрчжуан одним ударом. 
25 марта японцы предприняли атаку на город и успешно прорвались через северо-восточные ворота, но были заблокированы в храме Чэнхуан и уничтожены. На следующий день японцы предприняли еще одну атаку через те же ворота и снова заняли храм. Используя храм в качестве базы они начали систематически очищать квартал за кварталом. В конце концов японцы захватили восточную часть посёлка, а затем также прорвались снаружи с северо-запада и захватили павильон Вэньчан. В это время остальные три китайских полка отражали атаки японцев в предместьях.

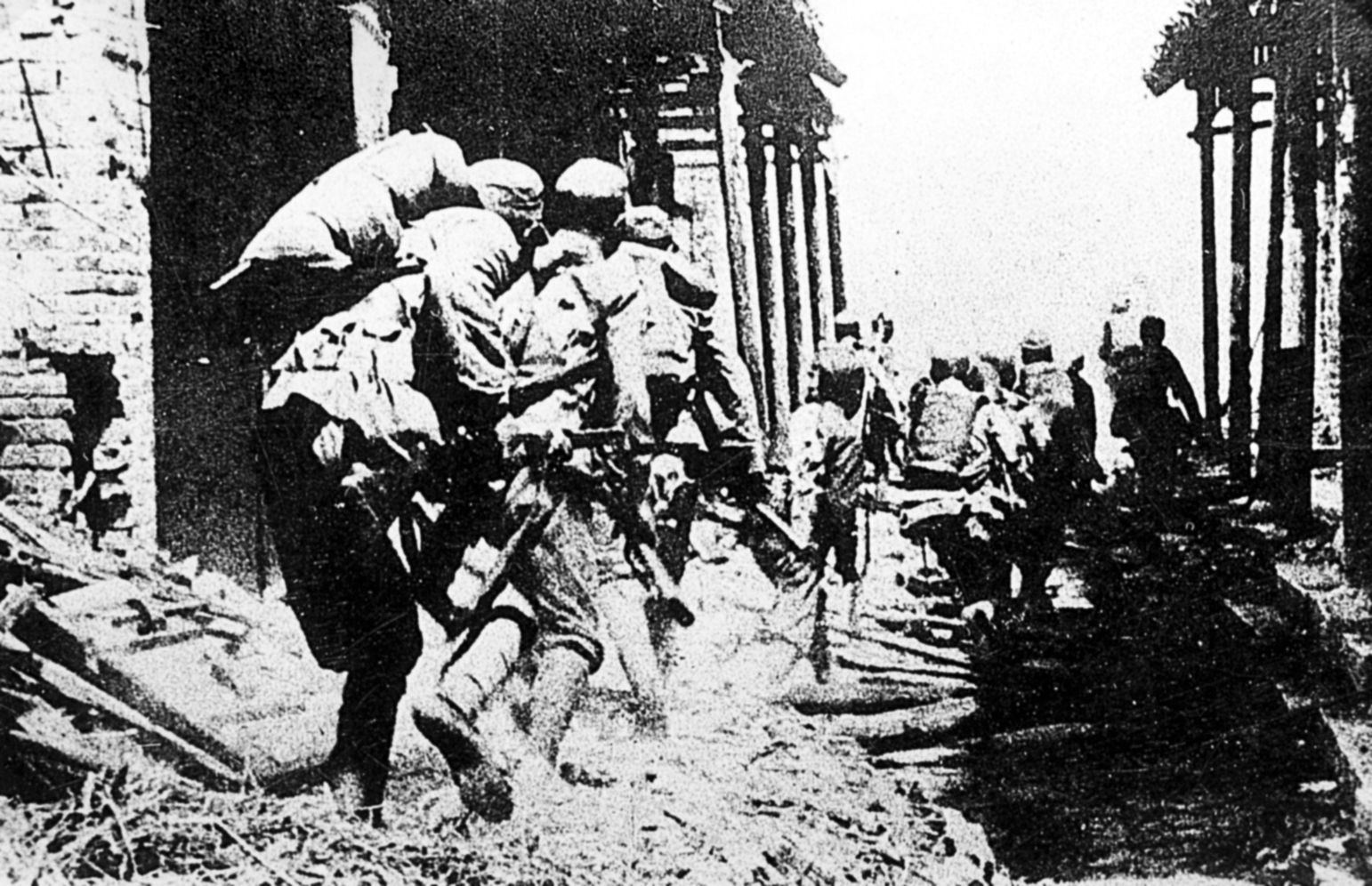
Атака на улице Тайэрчжуана

26 марта войска Тан Энбо перерезали линии снабжения японских войск у Тайэрчжуана. К концу марта горючее и боеприпасы для японских войск пришлось сбрасывать с самолётов.
Бай Чунси перебросил к Тайэрчжуану 8-й артиллерийский полк, в том числе несколько противотанковых орудий. Противотанковые орудия прибыли 27 марта, и в полдень китайская батарея подбила пять из девяти атакующих танков.

Утром 28 марта японцы  начали новую атаку на Тайэрчжуан. На какое-то время они прорвались через северную стену посёлка, но в конечном итоге были отброшены 31-й дивизией. 4-я дивизия отбивала атаки японцев в Хуаншане и Машане.
29 марта японцы проложили туннель под стенами Тайэрчжуана в попытке взять посёлок изнутри, но попытка прорыва не удалась. 
К началу апреля японские силы оказались скованными у Тайэрчжуана. Стеснённые условия боёв в посёлке означали, что японцы не могли использовать свои преимущества в пушках и тяжелой артиллерии, заставляя свою пехоту сражаться врукопашную, часто в темноте. Также японцы не могли эффективно использовать поддержку бронетехники, поскольку некоторые танки были уничтожены китайскими смертниками связками гранат (четыре танка) и противотанковой артиллерией.

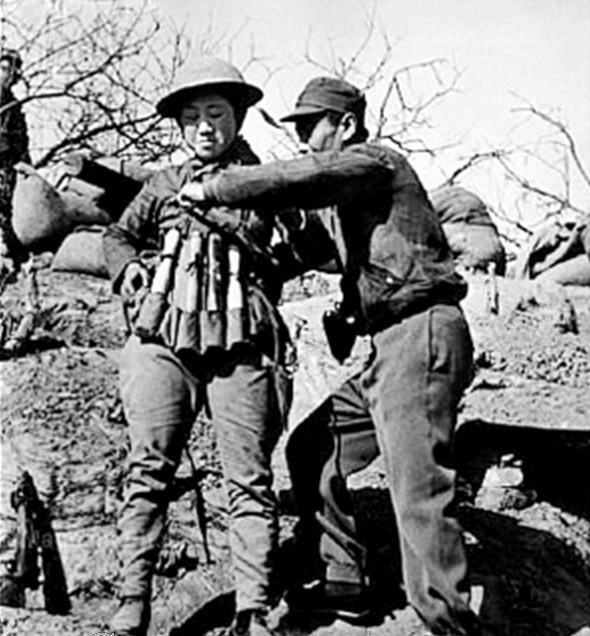
Китайский пехотинец готовит жилет смертника из ручных гранат модели 24 против японских танков.

На рассвете 31 марта Ли Цзунжэнь и Бай Чунси лично прибыли под Тайэрчжуан, куда 2 апреля были переброшены 139-я и 6-я дивизия Цзян Чжунчжэна. К 3 апреля 31-я дивизия НРА потеряла более половины личного состава, японская армия заняла две трети Тайэрчжуана, хотя китайцы все еще удерживали Южные ворота.
2 и 3 апреля японцы применили слезоточивый газ против китайских позиций на северной станции, но не смогли выбить защитников.
4 апреля Сунь Ляньчжун, потери в чьих войсках к тому времени уже достигли 70 %, позвонил Ли Цзунжэню и попросил разрешения отступить из Тайэрчжуана на юг, но Ли Цзунжэнь в ответ приказал стоять насмерть, заявив, что «победа и поражение определятся в последние пять минут». 

## Контрнаступление НРА в поддержку Тайэрчжуана
После того, как основные силы японской бригады Сакамото двинулись к Тайэрчжуану, положение 20-й китайской армии в Линьи улучшилось. Пан Бинсюнь и Чжан Цзычжун получили донесение об отражении дислоцированных там частей 5-й японской дивизии, после чего командование 5-го военного округа приказало перебросить 139-ю дивизию 59-го корпуса в Тайэрчжуан. Авангард 20-й армии прибыл под Ганьлу в ночь на 30 марта и 31-го начал наступление на японские войска восточнее Чжаншаня, заняв Ланьчэндянь, Санфолоу и другие места. Генерал Тан Эньбо направил 4-ю и 89-ю дивизии на позиции перед Сянчэном и Айцюем для завершения блокады.
31 марта 27-я китайская дивизия вместе с отдельной 44-й бригадой также атаковала Пичжуанчжэнь и другие близлежащие населенные пункты, чтобы отвлечь внимание японцев от Тайэрчжуана и обойти атакующие японские войска с фланга.
5 апреля дополнительные китайские войска из 1-го военного района прибыли в Сюйчжоу в качестве подкрепления. Ночью свежие китайские войска атаковали японские позиции: одна группа двигалась к северо-востоку и юго-востоку от города, вторая группа - к Дишицяо и Люцзяху, третья - к Хуншаню и Ланьлину, а основная группа атаковала Тайэрчжуан.
Сунь Ляньчжун, поставив всех нестроевых солдат в строй, в ходе неожиданной ночной атаки отбил у японцев три четверти города, заставив японские части отступить к северным воротам. 5 апреля 800 японских солдат были полностью окружены и уничтожены к следующему утру. 6 апреля с 15:30 попавшие в ловушку японцы начали отход из Тайэрчжуана.  Узнав об отступлении японцев 7 апреля в 13:00, Ли Цзунжэнь приказал преследовать их на восток, к Люцзяху, и на юг, к Пэнцзялоу. Чтобы сохранить свои силы, китайцы не стали энергично преследовать японцев. 

## Результаты
Японцы подтвердили, что потеряли в общей сложности 11 918 убитыми и ранеными. Китайцы утверждали, что уничтожили 24 000 японских солдат, а также сбили 3 самолета и подбили более 10  бронированных машин. Китайскими войсками было пленено 719 японских солдат и захвачено большое количество военного снаряжения, в том числе 31 артиллерийское орудие, 11 бронемашин, 8 танков, 1000 пулеметов и 10 000 винтовок.
Поражение при Тайэрчжуане стало первым крупным поражением японской армии с начала войны, разрушив миф о непобедимости японской военной машины и способствовало подъёму боевого духа солдат китайской армии. Успешная оборона рубежа Тайэрчжуана позволила китайскому правительству выиграть время для вывода ресурсов из низовий Янцзы на запад через Ханькоу и, таким образом, сыграла ключевую роль в поддержке общей стратегии китайского сопротивления.